# Zalmoxis kaiensis
Zalmoxis kaiensis is een hooiwagen uit de familie Zalmoxioidae.